# Сони Сэндай
«Сони Сэндай» (яп. ソニー仙台 F.C., англ. Sony Sendai F.C.) — японский футбольный клуб из города Сэндай, в настоящий момент выступает в Японской футбольной лиге, четвёртом по силе дивизионе страны.

## История
Клуб был основан работниками завода Sony в Сэндае в 1968 году. Первоначально команда долгие годы играла в низших лигах Японии, преимущественно в лиге префектуры Мияги. Однако в 1993 году перед командой была поставлена задача за 5 лет добраться до Японской футбольной лиги, бывшей в это время вторым уровнем в японском клубном футболе. «Сони Сэндай» становились победителями подряд в 4 чемпионатах, в которых он участвовал с 1994 года, сначала в лиге префектуры, а затем в Региональной лиге Тохоку. Команда выполнила поставленную перед ней задачу, победив в 1997 году в плей-офф Региональных лиг и выйдя в JFL.
Когда был образован Второй дивизион Джей-лиги в 1999 году, клуб решил не становиться профессиональным футбольным клубом и остался в Японской футбольной лиге, ставшей с того времени третьей по уровню лигой в Японии.
В результате последствий землетрясения и цунами 2011 года, Сони Сэндай не принимал участие в первой половине чемпионата сезона 2011 года, начав своё выступление лишь со второго круга. В итоге сыграв 17 матчей, в то время как все противники по 33 игры, команда ожидаемо заняла последнее место в лиге. Но так как «Матида Зельвия» и «Мацумото Ямага» получили повышение в Джей-лигу, а резервная команда «Итихары Тибы» отказалась от дальнейшего участия в чемпионате, то «Сони Сэндай» сохранил за собой место в лиге.
В 2024 году компания Sony объявила о роспуске команды по окончании сезона спустя 56 лет с момента её основания.

## Результаты в Японской футбольной лиге
1998: 13-е

1999: 5-е

2000: 5-е

2001: 14-е

2002: 4-е

2003: 9-е

2004: 6-е

2005: 8-е

2006: 9-е

2007: 11-е

2008: 9-е

2009: 3-е

2010: 14-е

2011: 18-е

2012: 12-е